# موربیلی‌ویروس
موربیلی‌ویروس (Morbilivirus)، یک سرده از ویروس‌ها از خانوادهٔ پارامیکسوویریده است. میزبانان طبیعی این ویروس‌ها، انسان‌ها، سگ‌ها، گربه‌ها، گاوها و پستانداران دریایی مانند فُک‌ها هستند. این سرده شامل هفت گونه ویروس است. از بیماری‌های انسانی مرتبط با این ویروس‌ها می‌توان به سرخک اشاره کرد.

## گونه‌ها
| سرده         | گونه‌ها                         | ویروس (مخفف)           |
| موربیلی‌ویروس | دیستمپر سگ‌سانان                | (CDV)                  |
| موربیلی‌ویروس | موربیلی‌ویروس پستانداران دریایی | (CeMV)                 |
| موربیلی‌ویروس | موربیلی‌ویروس گربه              | (FeMV)                 |
| موربیلی‌ویروس | سرخک                           | ویروس سرخک (MeV)       |
| موربیلی‌ویروس | طاعون نشخوارکنندگان کوچک       | (PPRV)                 |
| موربیلی‌ویروس | موربیلی‌ویروس فُک                | (PDV)                  |
| موربیلی‌ویروس | طاعون گاوی                     | ویروس Rinderpest (RPV) |

## ساختار

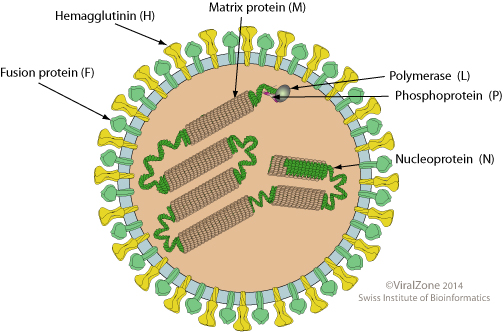
نمودار شماتیک از برش مقطعی یک موربیلی‌ویروس

موربیلی‌ویروس‌ها ظاهری کروی داشته و دارای پوشش ویروس هستند. قطر آن‌ها حدود ۱۵۰ نانومتر و دارای ژنومی خطی هستند که ۸ پروتئین را رمزگذاری می‌کند. طول ژنوم آن‌ها نیز، بین ۱۵ تا ۱۶ کیلوباز است.

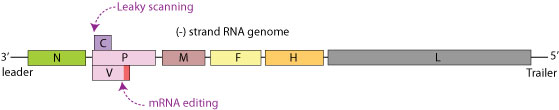
نقشه ژنوم موربیلی‌ویروس‌ها

| سرده         | ساختار | تقارن | کپسید | آرایش ژنومی |
| ------------ | ------ | ----- | ----- | ----------- |
| موربیلی‌ویروس | کروی   |       | دارد  | خطی         |

## چرخهٔ زندگی
تکثیر این ویروس‌ها در سیتوپلاسم سلول‌های جانور میزبان انجام می‌گیرد. ورود به سلول میزبان با اتصال ویروس به سلول انجام می‌شود. ویروس پس از تکثیر در سلول، به روش جوانه‌زنی از سلول میزبان خارج می‌شود. مسیر انتقال این ویروس‌ها تنفسی بوده و انتشار، عمدتاً از طریق قطرات تنفسی انجام می‌شود.
| جنس          | جزئیات میزبان               | گرایش بافتی | جزئیات ورود  | جزئیات انتشار | محل تکثیر | محل مونتاژ | انتقال   |
| ------------ | --------------------------- | ----------- | ------------ | ------------- | --------- | ---------- | -------- |
| موربیلی‌ویروس | انسان، سگ، گربه، آب‌بازسانان | ندارد       | گلیکوپروتئین | جوانه‌زنی      | سیتوپلاسم | سیتوپلاسم  | آئروسل‌ها |